# Peter Lupus
Pour les articles homonymes, voir Lupus.
Peter Nash Lupus Jr. est un culturiste et un acteur américain, né à Indianapolis (Indiana) le 17 juin 1932.
Au début de sa carrière, il a tourné plusieurs péplums italiens sous le pseudonyme de Rock Stevens.

## Biographie
Il fait ses études au Jordan College of Fine Arts de l'université de Butler, où il joue au football et au basket avant d'obtenir son diplôme en 1954.
Il se fait connaître par des péplums comme Hercule contre les tyrans de Babylone avant de devenir célèbre grâce à son rôle de Willy Armitage dans la série Mission impossible. C'est aussi l'un des premiers acteurs à avoir posé nu, pour le magazine Playgirl.
Ses performances en culturisme sont unanimement reconnues, encore aujourd'hui. Peu après son soixante-quinzième anniversaire, le 19 juillet 2007, il établit un nouveau record d'endurance en soulevant 77 560 livres (environ 35 255 kg) en 24 minutes et 50 secondes au Spectrum Club d'El Segundo (Californie).
Avec son épouse Sharon, ils ont un fils, Peter Lupus III, qui est aussi acteur.

## Filmographie

### Cinéma
- 1964 : Le retour d'Aladin (The Brass Bottle) : Un esclave
- 1964 : Muscle Beach Party : Le martien Flex
- 1964 : Hercule contre les tyrans de Babylone (Ercole contro i tiranni  di Babilonia) : Hercules
- 1965 : Goliath à la conquête de Bagdad (Golia alla conquista di Bagdad) : Goliath
- 1965 : Hercule défie Spartacus (Il gladiotore che sfido l'impero) : Spartacus
- 1965 : Il mistero dell'isola maledetta : Pedro Valverde
- 1985 : Pulsaciones : Greg Adonis
- 1987 : Protection rapprochée (Assassination) : Le présentateur TV
- 1989 : Think Big : Un mauvais gars #1
- 1991 : Hangfire : Sgt. Conlan
- 1991 : Driving Me Crazy : GM Boss
- 1992 : The Nutt House : Musso
- 1993 : Roses mortelles (Acting On Impulse) : Steven Smith
- 1993 : Le Démon d'Halloween 2 (Pumpkinhead II: Bloood Wings) : Le combattant de coq #1
- 1993 : Love, Cheat & Steal : Un garde #5
- 1999 : Carlo's Wake : Oncle Chavy
- 2012 : Mission: Irreparable : P.L.
- 2014 : Mission: Imposter : President Bush

### Télévision
- 1962 : I'm Dickens, He's Fenster (Série TV) : Dr. Bartlett
- 1962 : The Jack Benny Program (Série TV) : Tarzan
- 1962 : The Joey Bishop Show (Série TV) : Willie Foster
- 1963 : Dobie Gillis (Série TV) : Casimir H. Prohosky Jr.
- 1966-1973 : Mission impossible (Série TV) : Willy Armitage
- 1979 : Chips (Série TV) : Peter Lupus
- 1980 : L'île fantastique (Fantasy Island) (Série TV) : Antar
- 1980 : La croisière s'amuse (The Love Boat) (Série TV) : Dave Porter
- 1981 : B.J. and the Bear (Série TV) : Mose
- 1982 : Police Squad! (Série TV) : Norberg
- 1997 : Jeux d'espions (Spy Game) (Série TV) : Mr. White